# Sorvolando Eilat
Sorvolando Eilat è un singolo di Fiorella Mannoia pubblicato nel 1986 per la Ariston Records, il brano viene estratto dall'album Fiorella Mannoia sempre del 1986. Il testo della canzone è stato scritto da Mogol mentre le musiche sono di Piero Fabrizi.

## Tracce
1. Sorvolando Eilat – 3:40 (testo: Mogol – musica: Piero Fabrizi)